# Associació Esportiva Prat
L'Associació Esportiva Prat és el club de futbol més destacat de la ciutat del Prat de Llobregat, fundat l'any 1945.

## Història[4]
Els primers clubs de futbol de la població del Baix Llobregat van ser clubs d'aficionats. No va ser fins a la dècada de 1930 que van aparèixer la Peña Gol i la Peña Merengues i els dos primers clubs amb una certa rellevància, el Club Deportiu Prat (1934, que vestia amb samarreta blanca i pantaló negre) i el CD Internacional (1935, samarreta blava i pantaló blanc). Ambdues entitats es van fusionar el maig de 1939 per iniciativa de Rafael Mas, i va néixer la Unió Deportiva Prat, que en el seu primer any de vida va guanyar el Campionat de Catalunya Amateur. Però el seu èxit va significar la seva mort, ja que l'equip es va desmantellar i el club va acabar desapareixent.
El 7 de febrer de 1945 va néixer l'actual Associació Esportiva Prat sota la presidència de Josep Aleu Torres. El primer partit va ser el 19 de març amb un amistós al Fondo d'en Peixo davant el CF Gavà, que els potablava van guanyar per 2-1. Inicialment, el seu uniforme portava pantaló negre, però amb el temps es va adoptar el color blau. Durant la dècada dels 50 el club va alternar Segona Categoria Regional i Primera Regional. Els anys seixanta van significar el rellançament del club, gràcies a l'aportació econòmica del president Miquel Riera. Entre 1968 i 1969, l'equip va militar a Regional Preferent, on va retornar el 1975. El 10 de juny de 1984 l'equip va sumar tres ascensos consecutius -els dos primers sota la direcció tècnica de Fernando Manresa i, el darrer, a les ordres de Xavier Prat- i va aconseguir per primer cop l'històric ascens a Tercera Divisió en un partit contra la Gramenet en un Fondo d'en Peixo ple a rebentar, amb 2000 espectadors.
Després de tres temporades a Tercera, el club va caure en una dramàtica promoció de descens davant l'Esplugues. Començava una llarga estada a la Regional Preferent fins que, la temporada 94-95, va ascendir a Primera Catalana després de guanyar la promoció davant el CD Masnou; així, l'equip va celebrar de la millor manera possible les noces d'or de l'entitat. Després d'un fugaç retorn a Tercera la campanya 2002-03, va recuperar la categoria dos anys després per jugar-hi la temporada 2006-07. La següent temporada, l'equip va ser una de les revelacions de la lliga i es va salvar quan faltaven cinc jornades pel final. En canvi, la següent temporada, la 2006-07, l'equip va quedar 18è, motiu pel qual va tornar a descendir a Primera Catalana. El descens va confirmar-se de forma dramàtica: en temps de descompte de la darrera jornada, quan el Masnou va fer tres gols en el descompte al camp del Peralada per guanyar 3-4, resultat que feia inútil el triomf pratenc. La següent campanya, els potablava retornaven a Tercera en finalitzar la lliga en segona posició. En aquest nou ascens també es comptava en la direcció tècnica amb Manolo Márquez, que ja havia ascendit els blanc-i-blaus la temporada 2005-06.
En els darrers anys, el futbol base del club ha començat a recollir èxits destacats. La campanya 2006-07 i la 2014-15 el Cadet A ascendia a la Divisió d'Honor Cadet -màxima categoria cadet-, i en la següent, el Juvenil A ha ascendit, per primer cop en la seva història, a la Lliga Nacional Juvenil.
L'AE Prat va disposar de seccions de bàsquet (fusionat amb el Club Bàsquet Prat el 1993), patinatge i voleibol. Històricament ha jugat els seus partits al Municipal Fondo d'en Peixo, encara que des de l'octubre de 2003 juga al Municipal Sagnier, de menor capacitat.
La temporada 2011-2012 va quedar primer de la Tercera Divisió Catalana per davant de l'Espanyol B. Va jugar el play-off d'ascens davant l'Atlético Sanluqueño. Va aconseguir un valuós empat a zero a l'anada a Sanlúcar de Barrameda i la victòria al municipal Sagnier (2-0), cosa que va significar l'anhelat ascens a Segona B.
La temporada 2015-2016 va tornar a quedar campió de la Tercera Divisió Catalana justament 4 anys i 3 dies després d'aconseguir-ho per primera vegada.

### Evolució de l'uniforme[8]
| 1946 | 1955 | 1964 | 1984 |  | 2017 |  |

## Palmarès
- Campionat de Catalunya Amateur (1): 1939-40 (com a UD Prat)
- Tercera Divisió Grup V (2): 2011-12; 2015-2016 (com a AE Prat).
- Primera Divisió Catalana (actual Lliga Elit) (1): 2004/2005.
- Regional Preferent Grup II (actual Primera Catalana) (1): 1997/98.:
- Primera Territorial Grup III (actual Segona Catalana) (2): 1968/69 i 1982/83.
- Copa Federació fase autonòmica (2): 2014/15 i 2019/2020.

## Temporades
Contant la temporada 2019-20 el club ha militat 4 vegades a Segona Divisió B, 14 vegades a Tercera Divisió, 9 a Primera Catalana, 12 a Territorial Preferent, 18 a Primera Territorial i 17 a Segona Territorial.
| - 1945-46: 2a Territorial - - 1946-47: 2a Territorial - - 1947-48: 2a Territorial - - 1948-49: 2a Territorial - - 1949-50: 2a Territorial - - 1950-51: 2a Territorial - - 1951-52: 1a Territorial B 12è - 1952-53: 1a Territorial B 7è - 1953-54: 2a Territorial 5è - 1954-55: 2a Territorial 14è - 1955-56: 2a Territorial 8è - 1956-57: 1a Territorial 14è - 1957-58: 2a Territorial 3r - 1958-59: 1a Territorial 21è - 1959-60: 2a Territorial 2n - 1960-61: 1a Territorial 15è - 1961-62: 1a Territorial 17è - 1962-63: Categoria d'aficionats - 1963-64: 2a Territorial - | - 1964-65: 1a Territorial 14è - 1965-66: 1a Territorial 6è - 1966-67: 1a Territorial 3r - 1967-68: 1a Territorial 11è - 1968-69: 1a Territorial 1r - 1969-70: Territorial Preferent 10è - 1970-71: 1a Territorial 17è - 1971-72: 1a Territorial 5è - 1972-73: 1a Territorial 3r - 1973-74: 1a Territorial 8è - 1974-75: 1a Territorial 2n - 1975-76: Territorial Preferent 16è - 1976-77: 1a Territorial 9è - 1977-78: 1a Territorial 3è - 1978-79: 1a Territorial 15è - 1979-80: 2a Territorial 13è - 1980-81: 2a Territorial 4t - 1981-82: 2a Territorial 1r - 1982-83: 1a Territorial 1r | - 1983-84: Territorial Preferent 2n - 1984-85: 3a Divisió 16è - 1985-86: 3a Divisió 9è - 1986-87: 3a Divisió 18è - 1987-88: Territorial Preferent 7è - 1988-89: Territorial Preferent 6è - 1989-90: Territorial Preferent 10è - 1990-91: Territorial Preferent 15è - 1991-92: Territorial Preferent 8è - 1992-93: Territorial Preferent 9è - 1993-94: Territorial Preferent 13è - 1994-95: Territorial Preferent 2n - 1995-96: Primera Catalana 14è - 1996-97: Primera Catalana 16è - 1997-98: Territorial Preferent 1r - 1998-99: Primera Catalana 6è - 1999-00: Primera Catalana 13è - 2000-01: Primera Catalana 16è - 2001-02: Primera Catalana 6è | - 2002-03: 3a Divisió 16è - 2003-04: Primera Catalana 4t - 2004-05: Primera Catalana 1r - 2005-06: 3a Divisió 12è - 2006-07: 3a Divisió 18è - 2007-08: Primera Catalana 2n - 2008-09: 3a Divisió 8è - 2009-10: 3a Divisió 4t - 2010-11: 3a Divisió 9è - 2011-12: 3a Divisió 1r - 2012-13: 2a Divisió B 12è - 2013-14: 2a Divisió B 17è - 2014-15: 3a Divisió 6è - 2015-16: 3a Divisió 1r - 2016-17: 2a Divisió B 19è - 2017-18: 3a Divisió 5è - 2018-19: 3a Divisió 4t - 2019-20: 2a Divisió B 17è - 2020-21: 2a Divisió B - |